# Чешма на „Света Троица“ в Банско
Чешмата на църквата „Света Троица“ е възрожденска постройка в град Банско, България от 1842 година.

## Описание
Чешмата е разположена до страничния вход на църквата, която датира от 1835 година. Изградена е в 1842 година според надписа:
| „ | Ѡжидаю жаждущій да грѧсетъ и да піетъ и да благословитъ ктитора Николаи С. Иконовъ ѿ Мехоміа | “ |

Вляво от централния вход има втора чешма, вероятно строена с оградата на двора на църквата.